# Real Santander
El Club Real Santander S. A., más conocido como Real Santander, es un club de fútbol de Colombia. Fue fundado en 2006  y compite en la Categoría Primera B. Juega en la ciudad de Piedecuesta en el departamento de Santander. Por motivos de patrocinio jugó dos temporadas como Real San Andrés con sede en el archipiélago de San Andrés, Providencia y Santa Catalina. Desde enero de 2021 regresó a su sede original.

## Historia
Sus orígenes se remontan en el año 2002 en la ciudad de Floridablanca, pero como club profesional nació el 18 de diciembre de 2006, luego de completar la venta de la ficha correspondiente a Pumas de Casanare para crear el Real Santander ante la División Mayor del Fútbol Colombiano (Dimayor). Antes de esto era un club aficionado que, desde el año 2000, se gestó con sus divisiones menores.
En sus dos temporadas iniciales en la Categoría Primera B:  2007 y 2008, no tuvo participaciones de trascendencia; pero en las temporadas 2009 y 2010 clasificó consecutivamente a las fases finales del campeonato. A comienzos del año 2011 debido al retiro de sus patrocinadores y la imposibilidad de contratar jugadores de jerarquía firma un convenio de cooperación con el club profesional de Primera división el Atlético Nacional de Medellín donde el conjunto verdolaga le cedió en préstamo y pagados de su nómina siete (7) jugadores de su cantera al Real Santander para que jueguen en sus filas (ese mismo año el Atlético Nacional firma un convenio similar con otro equipo del mismo departamento de Santander: el Alianza Petrolera de la ciudad de Barrancabermeja, convenio que se mantuvo hasta el año 2013 mientras que el firmado con el Real Santander terminó ese año). Ese año logra una destacada actuación en la temporada, específicamente en la Copa Colombia donde alcanzó la mejor figuración de su historia al llegar a la instancia de cuartos de final, enfrentando precisamente al equipo con el cual mantenía el convenio: Atlético Nacional, mientras que en la Primera B fue eliminado de las finales tras quedar en el noveno lugar al perder el clásico metropolitano por 0-1 ante Atlético Bucaramanga y luego caer 0-3 frente a Deportivo Pasto (posterior campeón de esa temporada) en las dos últimas fechas. En el torneo apertura de 2012 clasifica a los cuadrangulares al quedar octavo en el todos contra todos, luego queda cuarto del grupo A. Para la Temporada 2015 firmó un convenio con el Deportivo Cali, donde este le presta ocho jugadores juveniles y un Preparador Físico.
En el torneo Apertura de la Primera B 2017 logró el segundo lugar del torneo de ascenso tras caer en la final ante el Boyacá Chicó equipo que había descendido de la Categoría Primera A en la temporada 2016, siendo este su máximo logro deportivo hasta el momento.
Desde la temporada 2019, luego de hacer el año anterior la peor campaña de su historia hasta ese momento en Primera B al quedar de último en la reclasificación general, y de quedarse sin apoyo por parte de los entes gubernamentales del departamento de Santander, de donde salían la mayor parte de sus recursos para sostener el equipo, las directivas se vieron forzadas a cambiar de sede, llegando a un acuerdo hasta 2021 para jugar como local en la isla de San Andrés, renombrando el equipo como Real San Andrés.
Desde 2021 el Club Real Santander disputa sus partidos como local en la Primera B el Estadio Villa Concha de la ciudad de Piedecuesta, a la par con el equipo femenino. En el torneo de clausura de 2022 llegaron a cuadrangulares por última vez hasta el momento. En el torneo del 2023, el equipo santandereano estuvo a un punto de lograr clasificar tanto en el torneo apertura como en el torneo clausura.
En 2024, el Real Santander tuvo la peor temporada de su historia, ya que quedaron en el puesto 15 en el torneo apertura, con 8 puntos, y en el último puesto en el clausura, con 10 puntos. También se quedaron en Fase I de Copa Colombia perdiendo 10-5.
En 2025, el Real Santander en el torneo de Apertura, iban sextos para el noveno partido, pero al final se quedarían fuera por 6 puntos, en Copa Colombia, quedaron últimos del grupo C con 1 punto.

## Cambio de sede
El día 2 de octubre de 2018 se dio a conocer, de manera oficial y por parte de las directivas del club, que cambiarán de sede desde 2019 debido a la falta de apoyo por parte de los entes oficiales y privados del departamento de Santander.
El 1 de noviembre de 2018 se concretó el traslado del equipo al territorio insular por las próximas 2 temporadas; además de ello, el club cambió de nombre, siendo conocido ahora como Real San Andrés, jugando sus partidos de local en el Estadio Erwin O'Neil con un aforo para 3000 espectadores.
Para la temporada 2021 volvieron a Santander volviendo a ser el Real Santander, esta vez en la ciudad de Barrancabermeja en el estadio Daniel Villa Zapata, el 7 de marzo del mismo año se trasladarían a la ciudad de Piedecuesta.

## Símbolos

### Escudo

Una corona ducal aparece en el logo del Real Santander

El escudo del Real Santander se compone de dos círculos concéntricos, uno blanco (central) y uno celeste (exterior), ambos de circunferencia negra. Al interior del círculo exterior se escribe en redondel REAL SANTANDER C.D. En el círculo del medio, en clara alusión a la vocación deportiva del club, se ubica un balón de fútbol tipo telstar, dicho balón se encuentra rematado por una corona ducal.

### Uniforme
- Uniforme titular: Camiseta blanca a rayas celeste y blanco, pantalón azul oscuro y medias blancas.
- Uniforme alternativo: Camiseta rojo-naranja, pantalón y medias del mismo color.

#### Patrocinio
| Año  | Proveedor           | Patrocinador 1 | Patrocinador 2 |
| ---- | ------------------- | -------------- | -------------- |
| 2007 |                     |                |                |
| 2008 |                     |                |                |
| 2009 |                     |                |                |
| 2010 | Veralima            | Freska Leche   | Samsung        |
| 2011 | Veralima            |                |                |
| 2012 | Veralima            |                |                |
| 2013 | Veralima            |                |                |
| 2014 | Veralima            |                |                |
| 2015 | Veralima            |                |                |
| 2016 | Attlé Deportes      |                |                |
| 2017 | Attlé Deportes      |                |                |
| 2018 | Triángulo Deportivo |                |                |
| 2019 | Triángulo Deportivo |                |                |
| 2020 | Triángulo Deportivo |                |                |
| 2021 | Triángulo Deportivo |                |                |
| 2022 | Triángulo Deportivo |                |                |
| 2023 | Triángulo Deportivo |                |                |
| 2024 | Triángulo Deportivo | Kola Hipinto   | BetPlay        |
| 2025 | Triángulo Deportivo |                |                |

## Estadio

### Como Real Santander
En sus primeras temporadas en la Primera B, (2007-I, 2007-II, 2008-I, 2008-II, 2009-I) Real Santander fue local en el Estadio Álvaro Gómez Hurtado del municipio de Floridablanca, inaugurado en el año 1996 para las competencias de fútbol de los Juegos Deportivos Nacionales que se realizaron en el departamento de Santander ese año y situado a aproximadamente 5 km de Bucaramanga. Sin embargo, en el Temporada 2009-II empezó a jugar sus partidos de local en el Estadio Alfonso López de Bucaramanga, compartiendo patio con el Atlético Bucaramanga, decisión tomada por el mal estado del escenario de la ciudad de Floridablanca.
En el año 2013 el Real Santander decide volver a su estadio para el mes de agosto ya que se realizaron las respectivas obras de remodelación de camerinos, gramilla y palcos de prensa, además de la construcción de tribunas en las zonas Norte y Sur ampliando su capacidad de 5,000 a 12,000 espectadores, con aportes del empresario de la región y a la vez dueño del Atlético Nacional, Carlos Ardila Lulle.

### Como Real San Andrés
Con su traslado al Archipiélago de San Andrés, Providencia y Santa Catalina, el equipo jugó como local en el Estadio Erwin O'Neil correspondiente a la isla de San Andrés. Este recinto cuenta con un aforo de 5000 espectadores y autorizado por la Dimayor para 3000 aficionados.

### Como Real Santander (2.ª etapa)
Desde el 19 de enero de 2021 el Club Real Santander volvió a su departamento y disputó sus primeros partidos como local en la Liga colombiana en el Estadio Daniel Villa Zapata de la ciudad de Barrancabermeja, mientras que el equipo profesional femenino juega de local en el Estadio Villa Concha de su sede base, la ciudad de Piedecuesta, que es oficialmente la casa del club profesional masculino desde el mes de marzo de 2021. Además afincará su estructura deportiva domicilio ante la Dimayor en dicha localidad del área metropolitana de Bucaramanga, Santander. Desde el mes de marzo Real Santander inició su historia en su nueva plaza, la ciudad de Piedecuesta, y el estadio Villa Concha donde disputó su primer juego el día 7 de marzo con el Boca Juniors de Cali. El sábado 3 de abril Real Santander ganó por primera vez un partido como local en su nueva casa al derrotar 3-1 al Fortaleza CEIF.

## Rivalidades

### Clásico metropolitano de Bucaramanga
Real Santander disputaba con el Atlético Bucaramanga el llamado 'Clásico Metropolitano'. del cual se disputaron 44 partidos oficiales, 22 de ellos en la Copa Colombia y 22 en la Primera B, con 21 victorias para el Atlético Bucaramanga, 9 para el Real Santander y 14 empates.

### Clásico vs Alianza Petrolera
El clásico menor de los Santanderes (paralelo al clásico del Gran Santander entre Cúcuta Deportivo y Atlético Bucaramanga) fue el enfrentamiento entre los otros dos equipos de Santander, Real Santander y el extinto Alianza Petrolera. El partido se llevaba a cabo desde 2007, año en que Real Santander inicia su participación en la Primera B. 
En total de partidos directos (4 de abril de 2025), 15 Ganados Real Santander, 9 Empates, 14 Ganados Alianza Petrolera.
Los triunfos con más goles a favor para Real Santander se dieron en 2009, el 15 de abril de ese año derrotó 4 a 0 a su rival por la Copa Colombia, ese mismo derrotaría 5 a 1 a Alianza FC en el torneo de ascenso siendo ambos partidos disputados en Bucaramanga; entre tanto Alianza Petrolera logró su victoria con mayor diferencia de gol sobre Real Santander el 28 de junio de 2010, ganando por 5 goles a 2 en Barrancabermeja por la Copa Colombia.

### Clásico moderno del Gran Santander
El Real Santander disputaba con el Cúcuta Deportivo el llamado Clásico Moderno del Gran Santander (o Clásico Moderno de los Santanderes), aquel clásico se ha disputado hasta el momento en 27 ocasiones (16 por la Copa Colombia y 11 por la Primera B), dichas contiendas entre albicelestes y motilones se han saldado en 7 victorias albicelestes, 11 victorias motilonas y 8 empates.

## Datos del club
- Temporadas en 1ª: 0.
- Temporadas en  2.ª : 19 (2007-2025).
- Puesto histórico Primera B: 12.º
- Mejor puesto:
  - En Primera B: 2° (2017-I)
- Peor puesto:
  - En Primera B:
16° (2018, 2024) (Último)
- Mayores goleadas a favor:
  - En Primera B:
  - 7-0 sobre Valledupar F.C. el 2 de junio de 2010 en el torneo de ascenso 2010[34][35]
  - 6-2 sobre Orsomarso el 10 de septiembre de 2016
  - 5-0 sobre Centauros el 3 de septiembre de 2011
- Mayores goleadas a favor:
  - En Copa Colombia:
  - 4-0 sobre Patriotas el 24 de febrero de 2010
  - 4-0 sobre Alianza Petrolera el 15 de abril de 2009
- Mayores goleadas en contra:
  - En Primera B:
  - 0-6 contra Cúcuta Deportivo el 5 de octubre de 2024
  - 0-5 contra América de Cali el 8 de marzo de 2015
  - 0-5 contra Valledupar F. C. el 8 de febrero de 2014
  - 0-5 contra Patriotas el 24 de abril de 2012
  - 1-5 contra Unión Magdalena el 11 de marzo de 2020
  - 1-5 contra Deportes Quindío el 20 de marzo de 2016
- Mayores goleadas en contra:
  - En Copa Colombia:
  - 1-8 contra Boyacá Chicó 9 de abril de 2008
  - 0-5 contra Patriotas el 24 de abril de 2012
  - 2-6 contra Atlético Bucaramanga el 7 de marzo de 2024
  - 1-5 contra Unión Magdalena el 6 de abril de 2022
  - 1-5 contra Cúcuta Deportivo el 18 de febrero de 2015

### Evolución de la ficha
La ficha del Real Santander tuvo varios traslados en su historia debido a ventas y cambio de propietarios.
| Temporadas    | Nombre del club           |
| ------------- | ------------------------- |
| 1995          | Santa Rosa de Cabal F. C. |
| 1996-1999     | Cartago F. C.             |
| 1996-1999     | Atlético Córdoba          |
| 2000-2001     | Unión Soacha              |
| 2002-2006     | Pumas de Casanare         |
| 2007-presente | Real Santander            |

## Estadísticas

### Temporadas
| Temporada | Apertura                    | Apertura Fases Finales    | Finalización                | Finalización Fases Finales | Copa Colombia                  |
| --------- | --------------------------- | ------------------------- | --------------------------- | -------------------------- | ------------------------------ |
| 2007      | 7° Grupo B Segunda División |                           | 9° Grupo B Segunda División |                            | No hubo                        |
| 2008      | 6° Grupo A Segunda División |                           | 8° Grupo A Segunda División |                            | 3° Grupo C                     |
| 2009      | 6° Grupo A Segunda División |                           | 4° Grupo A Segunda División | 4° Grupo B Cuadrangulares  | 5° Grupo C                     |
| 2010      | 7° Segunda División         | 3° Grupo A Cuadrangulares | Torneo Anual                | Torneo Anual               | 4° Grupo C                     |
| 2011      | 14° Segunda División        |                           | 9° Segunda División         |                            | Cuartos de final               |
| 2012      | 8° Segunda División         | 4° Grupo A Cuadrangulares | 16° Segunda División        |                            | 6° Grupo Santander y Boyacá(C) |
| 2013      | 16° Segunda División        |                           | 13° Segunda División        |                            | 6° Grupo Santander y Boyacá(C) |
| 2014      | 13° Segunda División        |                           | 14° Segunda División        |                            | 6° Grupo Santander y Boyacá(C) |
| 2015      | 13° Segunda División        |                           | Torneo Anual                | Torneo Anual               | 2° Grupo Santander (C)         |
| 2016      | 14° Segunda División        |                           | Torneo Anual                | Torneo Anual               | 3° Grupo Santander (C)         |
| 2017      | 3° Segunda División         | Final, 2° lugar           | 12° Segunda División        |                            | 4° Grupo C                     |
| 2018      | 16° Segunda División        |                           | Torneo Anual                | Torneo Anual               | Fase I                         |
| 2019      | 14° Segunda División        |                           | 10° Segunda División        |                            | Octavos de final               |
| 2020      | 10° Segunda División        |                           | Torneo Anual                | Torneo Anual               | Octavos de final               |
| 2021      | 16° Segunda División        |                           | 12° Segunda División        |                            | Fase III                       |
| 2022      | 12° Segunda División        |                           | 8° Segunda División         | 3° Cuadrangulares          | Fase III                       |
| 2023      | 9° Segunda División         |                           | 10° Segunda División        |                            | Fase I                         |
| 2024      | 15° Segunda División        |                           | 16° Segunda División        |                            | Fase I                         |
| 2025      | 10° Segunda División        |                           | En disputa                  |                            | 5° Grupo C Fase 1A             |

### Récords
Estadísticas hasta el 1 de agosto de 2025.
| Máximos goleadores | Máximos goleadores | Máximos goleadores | Más partidos disputados | Más partidos disputados | Más partidos disputados |
| ------------------ | ------------------ | ------------------ | ----------------------- | ----------------------- | ----------------------- |
| 1.                 | 'Tiburón' Romero   | 60 goles           | 1.                      | Óscar Álvarez           | 430 partidos            |
| 2.                 | Luis Ferney Ríos   | 53 goles           | 2.                      | Diego Herrera           | 224 partidos            |
| 3.                 | Néstor Arenas      | 33 goles           | 3.                      | 'Tiburón' Romero        | 180 partidos            |

### Goleadores Históricos
| N.º  | Nombre                 | Goles en Primera B | Goles en Copa Colombia | Total Goles |
| ---- | ---------------------- | ------------------ | ---------------------- | ----------- |
| 1.º  | 'Tiburón' Romero       | 51                 | 9                      | 60          |
| 2.º  | Luis Ferney Ríos       | 50                 | 3                      | 53          |
| 3.º  | Néstor Arenas          | 27                 | 6                      | 33          |
| 4.º  | Edinson Villalba       | 26                 | 3                      | 29          |
| 5.º  | Roger Lemus            | 21                 | 1                      | 22          |
| 6.º  | Diego Fernando Herrera | 17                 | 5                      | 22          |
| 7.º  | Daniel Hoyos           | 6                  | 10                     | 16          |
| 8.º  | Sergio Andrés Luna     | 12                 | 3                      | 15          |
| 9.º  | Camilo Campo           | 12                 | 3                      | 15          |
| 10.º | Aníbal Mosquera        | 14                 | 1                      | 15          |

## Entrenadores
- Entrenador encargado (e)

| DT                                   | País                                 | Desde                                | Hasta                                | Partidos | Partidos |
| Dirigidos                            |                                      |                                      |                                      |          |          |
| ------------------------------------ | ------------------------------------ | ------------------------------------ | ------------------------------------ | -------- | -------- |
| Martín Peluffo                       | Bandera de Colombia                  | Enero de 2007                        | Agosto de 2009                       | 102      |          |
| Johan Meza                           | Bandera de Colombia                  | Agosto de 2009                       | Diciembre de 2011                    | 134      |          |
| Miguel Oswaldo González              | Bandera de Argentina                 | Enero de 2012                        | Febrero de 2013                      | 59       |          |
| Víctor Hugo González                 | Bandera de Colombia                  | Febrero de 2013                      | Agosto de 2018                       | 230      |          |
| Nicolás Herazo (e)                   | Bandera de Colombia                  | Septiembre de 2018                   | Noviembre de 2018                    | 3        |          |
| José Luis García                     | Bandera de Colombia                  | Diciembre de 2018                    | Diciembre de 2023                    | 172      |          |
| Óscar Álvarez                        | Colombia                             | Enero de 2024                        | Presente                             | 60       |          |
| 10 de enero 2007 - 20 de agosto 2025 | 10 de enero 2007 - 20 de agosto 2025 | 10 de enero 2007 - 20 de agosto 2025 | 10 de enero 2007 - 20 de agosto 2025 | 626      |          |

## Palmarés

### Torneos nacionales
- Subcampeón del Torneo Apertura de la Primera B: 2017.